# Gioseni, Bacău
Gioseni (maghiară Gyoszény sau Diószén) este satul de reședință al comunei cu același nume din județul Bacău, Moldova, România.

## Personalități
- Mária Petrás (n. 1957), cântăreață de muzică populară și artist plastic maghiar (ceangăiță de sud, vorbitoare de vechiul dialect).